# Brandwerende doorvoering

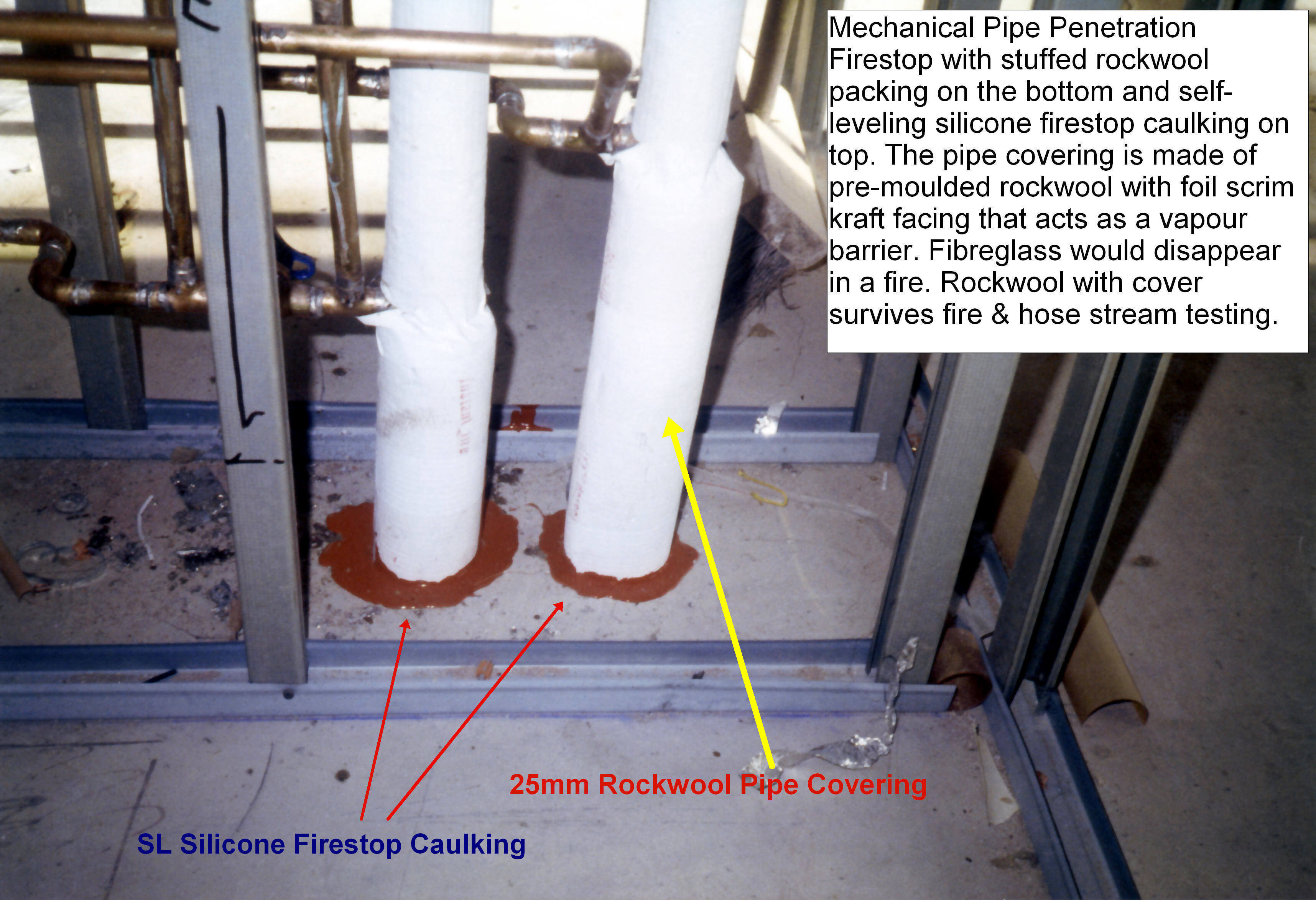
Brandwerende doorvoeringen door een brandscheiding.

Een brandwerende doorvoering is een passieve brandveiligheidsmaatregel bij brandscheidingen om te zorgen dat doorvoeringen van elektrische kabels, kabelgoten, gasleidingen, rioolleidingen, waterleidingen en luchtkanalen niet de brandwerendheid van de brandscheiding negatief beïnvloeden. Vormen van brandwerende doorvoeringen zijn brandmanchetten, brandkleppen, opschuimende hulzen, brandwerende ventilatieroosters en platen van minerale wol afgesmeerd met brandvertragend middelen.

## Achtergrond
Installatievoorzieningen die door een brandscheiding heen voeren mogen niet de brandwerendheid teniet doen. Brandscheidingen zijn brandwerende constructies om te zorgen voor voldoende weerstand tegen branddoorslag en brandoverslag tussen een (sub)brandcompartiment naar een ander (sub)brandcompartiment of beschermde vluchtroute. Branddoorslag is dat de brand zich van een ruimte naar een andere ruimte verspreidt via de constructie of via de lucht van de binnenruimte. Brand verspreidt zich via de constructie als er gaten of kieren ontstaat door de brand en/of als de temperatuur aan de niet-brandzijde zodanig hoog wordt dat daar objecten in brand vliegen. Brandoverslag betreft verspreiding van brand via de buitenlucht. Een brandscheiding ten behoeve van weerstand tegen branddoorslag kan in de vorm van een brandwerende wand (brandmuur) of een brandwerende vloer. Brandscheiding voor weerstand tegen brandoverslag bestaan in de vorm van brandwerende gevels of brandwerende daken.
Brandcompartimentering is bestemd om de uitbreiding van brand te vertragen zodat de brandweer makkelijker de brand kan bestrijden. In de bouwwetgeving staan eisen over de maximale brandcompartimentsgrootte in een gebouw. In de bouwwetgeving staat ook wanneer brandwerende gevels nodig zijn om brandoverslag naar andere percelen te voorkomen. De weerstand tegen branddoorslag en brandoverslag in een bepaald aantal minuten is vastgelegd in de wet- en regelgeving.

## Brandtesten

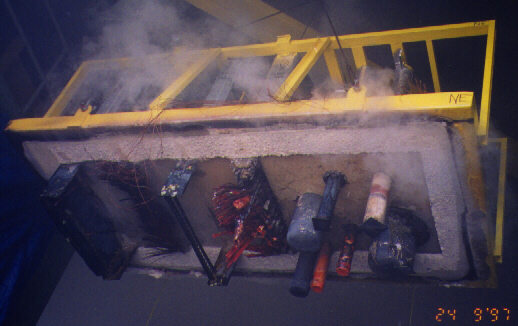
Brandproef van verschillende doorvoeringen.

Brandwerende voorzieningen moeten getest zijn en voorzien zijn van een attest of certificaat. De testwijze is in de Europese Unie vastgelegd in de normenserie EN-13501. De testen worden gedaan in metal-stud wanden of in stenen wanden. Bij testen in een steenachtige wanden kan niet aangenomen worden dat de resultaten van toepassing zijn bij metal-stud wanden. De testresultaten van brandwerende doorvoeringen in een metal-stud wand gelden wel voor toepassingen van het betreffende product in steenachtige wanden. De testen worden gedaan bij de doorvoeringen in een wand van 10 cm dik. Bij dunnere brandscheidingen in de praktijk moet de muur ter plaatse van de doorvoering dikker gemaakt tot 10 cm door aanvullende brandwerende platen toe te passen. Hierdoor komt de praktijksituatie in overeenstemming met de testwijze.

## Uitvoering in de praktijk

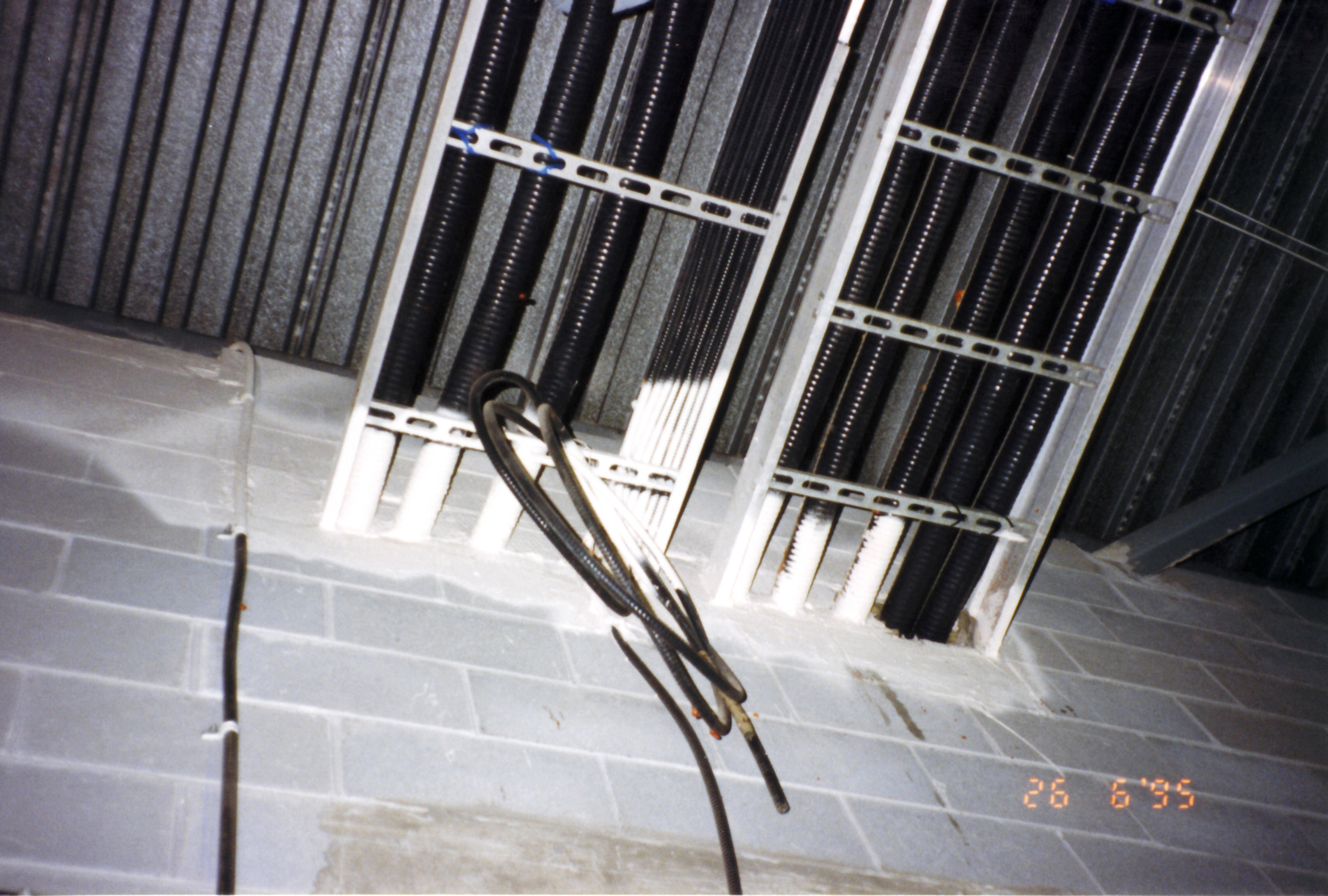
Brandwerend afgewerkte kabelgoot

In attesten en certificaten van brandwerende doorvoeringen zijn eisen omschreven over de maximale afstand tussen de brandwerende doorvoering en de beugels. Bij grotere beugelafstanden kan de niet-brandwerende deel van de leiding, kabel, kabelgoot en luchtkanaal bezwijken zodat de brandwerende doorvoering beschadigd raakt en daardoor niet de geëiste brandwerendheid kan behalen.
Soms zijn doorvoeringen van installaties door brandscheidingen weggehaald of verplaatst, zodat er sparingen openblijven. Zulke sparingen kunnen dichtgezet worden met minerale wol (glaswol of steenwol) met een brandwerende pasta dat opzwelt bij hoge temperaturen. Er zijn producten op de markt waarmee flexibele doorvoeringen gemaakt kunnen worden, dat wil zeggen een wijze dat er later nog nieuwe doorvoeringen geplaatst kunnen worden bij een brandwerende voorziening.
Naast het aanbrengen van brandwerende doorvoeringen en het dichtzetten van sparingen en kieren moeten bestaande brandwerende voorzieningen periodiek gecontroleerd worden en indien nodig hersteld worden. Er wordt veelal gebruik gemaakt van een logboek waar iedere doorvoering door een brandscheiding is opgenomen met foto en locatieaanduiding.

## Wering van rook in Nederland
Naast brandwerendheid gerelateerd aan de hoge temperaturen bij brand worden er eisen gesteld aan de weerstand tegen rookdoorgang. Bijvoorbeeld in Nederland wordt de termen 30 minuten WRD, Sa en S200 gebruikt.
Rookwerendheid (WRD) is gebaseerd op de brandwerendheidscriterium vlamdichtheid van het proefstuk. Het aantal minuten rookwerendheid (WRD) komt neer 1,5 x minuten vlamdichtheid. Een brandwerendheid met criterium vlamdichtheid van 20 minuten komt neer op 30 minuten rookwerendheid. De vlamdichtheid wordt bepaald met een brandproef met hoge temperaturen volgens de standaardbrandkromme.
Sinds 2021 gelden bij nieuwbouw in Nederland eisen aan de rookdoorgangsweerstand van koude rook en rook van 200 °C bij brandscheidingen en dus brandwerende doorvoeringen. De weerstand tegen rookdoorgang wordt getest zonder brandproef. De weerstand tegen rookdoorgang wordt getest bij respectievelijk koude rook op ruimtetemperatuur en warmere rook bij 200 °C bij een bepaald luchtdrukverschil tussen de twee zijden van het proefstuk. Als het rookdebiet bij de onderdrukzijde van het proefstuk laag genoeg blijft dan wordt er voldaan aan de klasse Sa (rook op ruimtetemperatuur) of S200 (rook van 200 °C). Indien er aan S200 wordt voldaan, dan wordt automatisch aan Sa voldaan. Als alle componenten in een brandscheiding aan Sa of S200 voldoen, dan krijgt de brandscheiding als geheel de classificatie van respectievelijk Ra of R200. Bij weerstand tegen rookdoorgang van Sa en S200 kunnen brandkleppen en brandwerende doorvoeringen die alleen afsluiten bij hoge temperaturen niet meer toegepast worden. Een voorbeeld van een doorvoering die niet meer gebruikt kunnen worden in de brandscheidingen bij nieuwbouw zijn brandkleppen die werken aan de hand van smeltlood die smelt door hoge temperatuur zodat de brandklep sluit.